# Ciudad Nezahualcóyotl
Ciudad Nezahualcóyotl (eller Nezahualcóyotl, lokalt även känd som Neza) är en stad i centrala Mexiko, och är belägen i delstaten Mexiko. Staden ingår i Mexico Citys storstadsområde och är huvudorten i kommunen Nezahualcóyotl. Ciudad Nezahualcóyotl hade 1 072 676 invånare vid folkräkningen 2020, en liten minskning från de 1 104 585 invånare  som räknades vid folkmätningen 2010.
Staden är uppkallad efter Nezahualcóyotl, en härskare i stadsstaten Texcoco under 1400-talet. Hela staden är byggd på landåtervinning från Texcocosjön.